# Quechuasprachige Wikipedia
Die Ketschua-Wikipedia oder quechuasprachige Wikipedia (Wikipidiya) ist die Wikipedia in der Quechua-Sprache und wurde im Jahr 2003 gegründet. Mit mehr als 17.000 Artikeln war sie im Juni 2012 die größte Ausgabe in einer indigenen amerikanischen Sprache.

## Geschichte
Das Projekt legte nach der Gründung zunächst einen sehr verhaltenen Start hin. Bis Oktober 2004 bestand die Quechua-Wikipedia nur aus der Hauptseite, die zunächst lange Zeit den englischen Standardtext enthielt, bis sie langsam ins Quechua übersetzt wurde. In den folgenden Monaten erstellten einzelne Benutzer einige kurze Artikel (Stubs) sowie eine Hilfeseite auf Spanisch. Der erste eigenständige Administrator des Projekts wurde im Januar 2005 von der Wikimedia Foundation ernannt. Von diesem Nutzer wurden in der Folgezeit neben den ersten umfangreicheren Artikeln auch Vorlagen und einige interne Seiten erstellt, dennoch blieb die Zahl der Bearbeitungen zunächst gering. So stagnierte die Zahl der aktiven Nutzer zwischen Mai 2005 und Mai 2006, und erst im Juni 2006 wurde der hundertste Artikel geschrieben.
Eine neue Situation ergab sich gegen Ende 2006, als sich der erste Benutzer mit tiefergehenden Sprachkenntnissen anmeldete, der deutschsprachige AlimanRuna, der auch eine Website zum Thema Quechua betreibt, durch dessen Initiative die Artikelzahl sprunghaft anstieg und die ersten ernsthaften Hilfe- und Projektseiten auf Quechua erstellt wurden. Im Dezember 2006 überschritt die Version 1.000 Artikel.
Im Laufe des Jahres 2007 konnten wegen zahlreicher Verbesserungen weitere Nutzer gewonnen werden (zwischen Januar und Dezember verdoppelte sich die Zahl der aktiven Nutzer), so dass das Projekt heute eine zwar noch vergleichsweise geringe, aber dafür stabile Mitarbeiterzahl hat. Im Winter 2007/08 übersetzte AlimanRuna auch das Interface der MediaWiki-Software ins Quechua, weshalb inzwischen mit Ausnahme der spanischen Hilfeseiten der gesamte Inhalt der Sprachversion in Quechua steht.
Im Januar 2008 hatte die Quechua-Wikipedia mehr als 350 registrierte Benutzer, von denen 33 aktiv sind und im Schnitt etwa 10 mehr als 100 Edits pro Monat machen. 20 % der Artikel sind größer als 2 kB, 65 % größer als 0,5 kB, der Durchschnitt lag bei 1457 Byte, und es werden etwa 11,5 Bearbeitungen pro Artikel vorgenommen.
In der Folgezeit ergab sich dann ein zunächst deutliches Wachstum. Im Oktober 2007 erreichte die Zahl der Artikel erstmals 5.000, im März 2009 wurde die Marke von 10.000 und im Januar 2010 von 15.000 Artikeln erreicht. Der Zuwachs verlangsamte sich dann wieder. Im August 2015 wurde der 20.000te Artikel eingestellt.

## Internes und Besonderheiten
Die Quechua-Wikipedia wird vor allem von Zweit- und Drittsprachlern geschrieben, von denen die meisten nur geringe Kenntnisse besitzen, so gibt es bei den Babel-Vorlagen bisher nur einen Muttersprachler, einen Nutzer mit fortgeschrittenen (AlimanRuna) und zwei mit mittleren Kenntnissen. Diesem Umstand trägt die Sprachversion insofern Rechnung, als zahlreiche Hilfsmittel angeboten werden, mit denen auch Benutzer mit geringen Kenntnissen Artikel schreiben können, etwa standardisierte Stub-Vorlagen und mehreren Hilfeseiten auf Spanisch.
Die meisten Benutzer gaben im April 2008 als Muttersprache Spanisch an, es folgten deutschsprachige (zu denen einige der aktivsten Autoren gehören) und englischsprachige Mitarbeiter, einige wenige gaben sich als französisch- oder finnischsprachig aus.

## Bedeutung für den Sprachraum

Quechua Sprachgebiete in den Anden größtenteils in Peru sowie Ecuador und Bolivien; außerdem auch Kolumbien, Argentinien und Chile

Quechua wird von etwa 10 Millionen Personen als Muttersprache gesprochen, von denen die meisten in abgelegenen Gebieten des westlichen Südamerika leben. Ein großes Problem ist die geringe Verfügbarkeit von gedruckten oder in elektronischer Form publizierten Werken auf Quechua, weshalb die meisten Sprecher die Sprache nur in der mündlichen Kommunikation verwenden (Oralität). Insofern hat die Wikipedia auf Quechua potenziell eine große Bedeutung, da es sich um die erste Enzyklopädie überhaupt (reine Wörterbücher ausgenommen) in der Sprache handelt.
Ebenfalls ein Problem ist die Tatsache, dass Quechua bisher kaum standardisiert ist, sondern mehrere Rechtschreibungen und Grammatiken nebeneinander existieren. Es gibt zwar zahlreiche inoffizielle Gesellschaften und Vereine, die sich mit der Sprache befassen, aber es herrscht keine Einigkeit in diesen Fragen, die in den Ländern, in denen die Sprache gesprochen wird, eigenständig und zum Teil stark abweichend festgelegt wurden. Erschwerend kommt hinzu, dass es umstritten ist, ob Quechua eine einzelne Sprache oder ein Dialektkontinuum darstellt, da sich insbesondere die Dialekte Zentralperus (Waywash, auch Quechua I genannt) stark vom Rest unterscheiden.  Auf den Hilfeseiten der Quechua-Wikipedia wurde zu Beginn des Betriebs des Projektes vorgeschlagen, alle Dialekte zu akzeptieren, eine Regelung wurde jedoch nicht festgelegt. In der Praxis sind fast sämtliche Artikel in der Unterform des Südlichen Quechua (Quechua IIc) gehalten, einem für die südlichen Quechua-Varianten geschaffenen Rechtschreibstandard, der auf den Linguisten Rodolfo Cerrón Palomino zurückgeht. Dieser fasst gemeinsame Merkmale der auch als Quechua IIc bezeichneten Dialektgruppe zusammen, die auch die bei weitem am meisten gesprochene Variante der Sprache ist.
Es gab bei Quechua-Bildungsaktivisten eine längere Debatte darum, ob drei oder fünf Vokale verwendet werden sollen. Während einer der größeren Quechua-Vereine, die Academia Mayor de la Lengua Quechua, immer noch an fünf Vokalen festhält, hat sich in der Praxis die Schreibweise mit drei Vokalen durchgesetzt, da diese den Lautbestand des Quechua exakt wiedergibt. Darum wird auch in der Quechua-Wikipedia mit drei Vokalen geschrieben.